# Dagmar Westberg
Dagmar Westberg (* 8. Dezember 1914 in Hamburg; † 21. Januar 2017  in Frankfurt am Main) war eine deutsche Mäzenin. Sie war eine Großnichte des Hamburger Unternehmers und Mäzens Oscar Troplowitz, der 1882 Beiersdorf erworben hatte, und gehört zu den „bedeutendsten Unterstützern“ des Städel-Museums in Frankfurt.

Meister der von Grooteschen Anbetung: Anbetung der Heiligen Drei Könige, Triptychon (1517), seit 2008 im Städel Museum, Frankfurt

## Leben
Dagmar Westberg stammte aus einer baltisch-hamburgischen Unternehmerfamilie. Ihr Vater Gustav Alexander Westberg, ein Anwalt, wanderte 1901 aus Riga nach Deutschland ein. Sie hatte fünf Geschwister, darunter auch die Stifterin Ebba Simon. Dagmar Westberg und ihr Zwillingsbruder waren die jüngsten Kinder der Familie. Sie studierte in den 1930er Jahren an einem privaten College in Südengland, legte ein Sprachexamen ab und unterrichtete Deutsch in Maidenhead. Als sich das deutsch-britische Verhältnis am Vorabend des Zweiten Weltkriegs zuspitzte, schickte sie das Home Office nach Deutschland zurück. Dagmar Westberg war in Berlin zunächst als Hilfskraft der Botschaft der Vereinigten Staaten und ab 1941 nach dem Kriegseintritt der USA für die schweizerische Botschaft in Berlin tätig. Ihre Mutter Gertrud Westberg geb. Pulvermacher (1881–1971) sollte im Februar 1945 mit dem letzten Transport in das Ghetto Theresienstadt deportiert werden; ein Arzt attestierte ihr jedoch Reiseunfähigkeit, so dass sie überlebte.

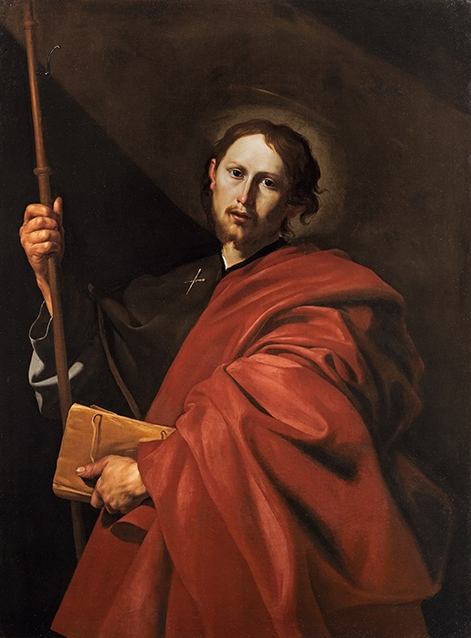
Jusepe de Ribera: St. Jakob (1615), seit 2014 im Städel Museum, Frankfurt

Dagmar Westberg lebte seit 1945 in Frankfurt am Main, wo sie bis 1965 für das amerikanische Generalkonsulat arbeitete. Anlässlich ihres 94. Geburtstags schenkte sie dem Frankfurter Städel das mittelalterliche Altarretabel vom Meister der von Grooteschen Anbetung. Dieses Geschenk nahm Frankfurts Oberbürgermeisterin Petra Roth zum Anlass, für Dagmar Westberg einen Empfang im Römer aus Anlass ihres 95. Geburtstag auszurichten. Zu ihrem 100. Geburtstag 2014 stiftete sie dem Städel das um 1615 entstandene Gemälde Der heilige Jakobus der Ältere von Jusepe de Ribera.

## Mäzenatentum
- 2000 errichtete sie die „Dagmar-Westberg-Stiftung“, die öffentliche Kunstsammlungen fördert und unverschuldet in Not geratene Menschen unterstützt.[7] Daneben fördert die Stiftung beispielsweise das „fem-mädchenhaus“ in Frankfurt und eine Außenwohngruppe des Kinderhauses Frank in Trägerschaft des Vereins Arbeits- und Erziehungshilfe.[8][9]
- 2008 stiftete sie für eine nicht näher bezifferte Summe im siebenstelligen Bereich dem Städel in Frankfurt ein  Triptychon mit der Anbetung der Heiligen Drei Könige, Werk des Meisters der von Grooteschen Anbetung, der nach diesem Werk seinen Notnamen erhielt.[10] Das Altarbild soll mehrere Millionen Euro wert sein.[11]
- Als eine der Hauptsponsoren förderte sie das „German Summer Work Program“ an der Princeton University, das das Interesse an deutscher Sprache und Kultur in den USA wecken und wachhalten soll.
- 2010 wurde der mit 1000 Euro dotierte Dagmar-Westberg-Preis erstmals verliehen, mit dem herausragende geisteswissenschaftliche Abschlussarbeiten mit Bezug zu Großbritannien an der Johann Wolfgang Goethe-Universität Frankfurt am Main ausgezeichnet werden.[12] Für den Preis sowie weitere Förderung der wissenschaftlichen Beschäftigung mit der britischen Literatur, Kultur und Geschichte an der Universität Frankfurt ließ sie bei der Deutsch-Britischen Gesellschaft den Dagmar Westberg-Universitätsfonds von  100.000 Euro auflegen.[13][14]
- Seit 2012 wird die Dagmar Westberg-Stiftungsprofessur an international ausgewiesene Vertreter der Geistes- und Kulturwissenschaften vergeben. Gastprofessoren der Dagmar Westberg-Vorlesungsreihe waren bisher Peter Strohschneider (2012), Martha Nussbaum (2013), Lothar von Falkenhausen (2014) und Christoph Markschies (2015).[15]
- 2014 stiftete sie den Dagmar-Westberg-Preis für Innere Medizin. Der Preis richtet sich an Nachwuchsforscher unter 40 Jahren. Die Preisträger erhalten neben einem Preisgeld von 1500 Euro ein Mentoring-Programm, das ihre weitere Karrieregestaltung über 5 Jahre begleitet.[16]

## Auszeichnungen und Ehrungen
- 2009: Georg-August-Zinn-Medaille[17]
- Der zentrale Sammlungssaal der Altmeisterabteilung im Städel ist als Dagmar-Westberg-Saal seit 2008 nach ihr benannt.
- Dagmar Westberg war Ehrenmitglied der Deutsch-Britischen Gesellschaft.[18]